# Tororo (gastronomia)
Tororo (em japonês:  薯蕷, とろろ) é um prato de acompanhamento japonês feito com inhame cru ralado, como o yamaimo [en] (inhame japonês) ou o nagaimo [en] (inhame chinês).
Esse prato insípido usa ingredientes como wasabi (uma pasta picante feita da planta wasabi), dashi (caldo japonês) e cebolinha picada para dar mais sabor. Ele tem uma textura branca e pegajosa e também é servido como ingrediente em vários pratos, como em combinação com vários tipos de macarrão, como sobá (macarrão japonês de trigo-sarraceno) e udon (macarrão de farinha de trigo).
Sua presença em vários pratos faz dele um elemento básico da culinária e da cultura japonesas, sendo apresentado em muitas obras literárias e artísticas feitas por pessoas como o poeta Matsuo Bashō, o artista Hiroshige e o sacerdote do período Edo, Anrakuan Sakuden [en].

## Etimologia
O termo tororo (とろろ) vem do simbolismo sonoro japonês [en] de torotoro (トロトロ ou とろとろ), que expressa que algo é pegajoso, viscoso ou meloso.
Na gramática japonesa, as onomatopeias geralmente funcionam como advérbios, embora também possam funcionar como verbos com o verbo auxiliar suru (する, "fazer"); com torotorosuru (とろとろする ou トロトロする), que significa o estado de um objeto sólido se transformando em um líquido viscoso.

## Produção

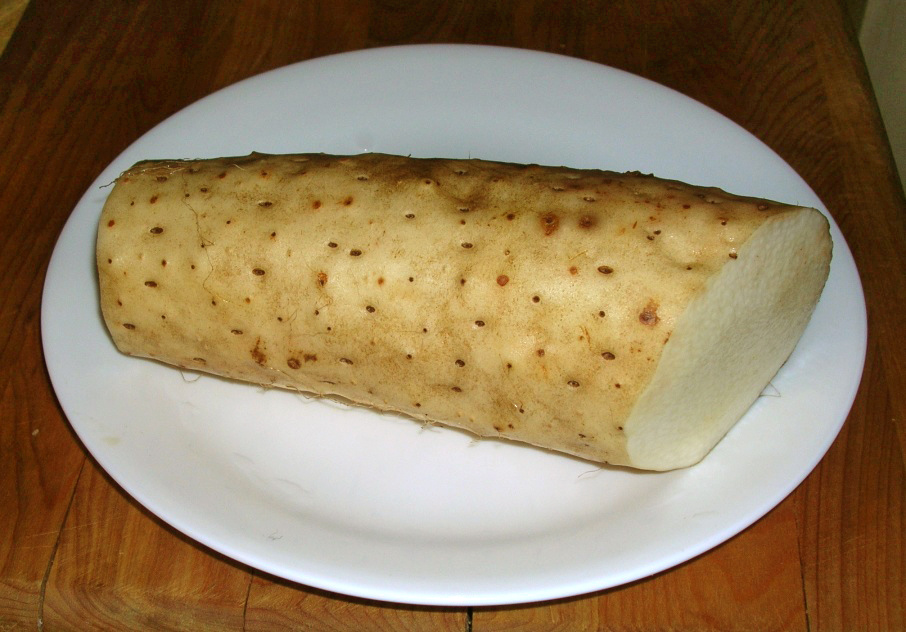
Nagaimo (literalmente "tubérculo longo"), também conhecido como inhame chinês, um inhame usado para fazer tororo

O tororo é geralmente feito de inhame cru de uma das duas espécies, sendo elas o yamaimo (Dioscorea japonica [en]) e/ou o nagaimo (Dioscorea polystachya [en]).

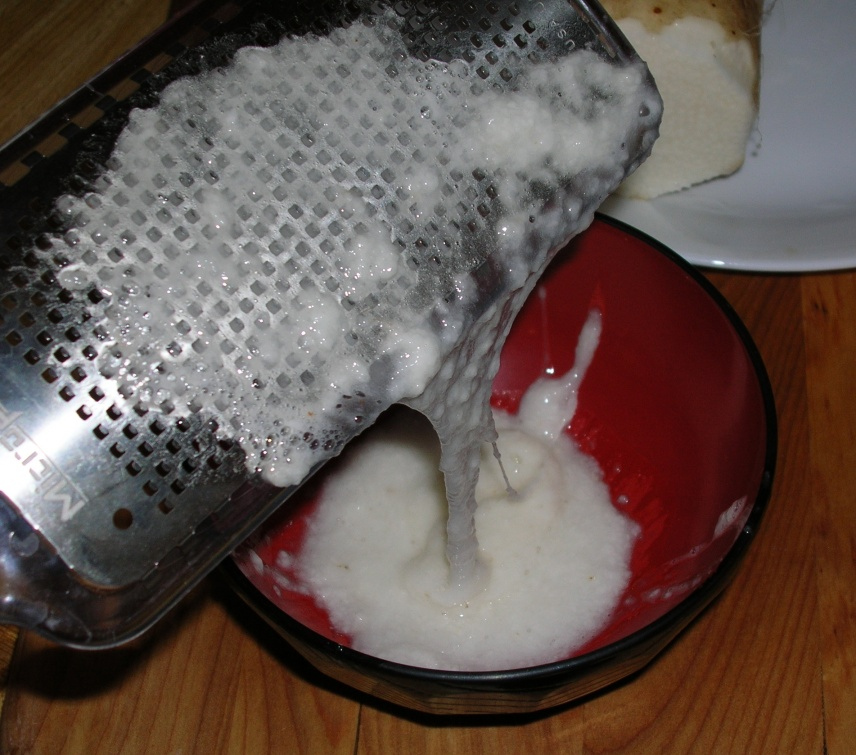
Tororo ralado em um ralador moderno

Antes de ralar, as raízes e a casca do inhame são removidas para evitar a coceira causada pelos cristais de oxalato de cálcio presentes nessas partes da planta. Apesar de possuir esses cristais, eles não estão presentes na medula, ao contrário de outros tubérculos.
O preparo tradicional usa um suribachi [en], uma tigela de cerâmica tradicional semelhante a um almofariz, moendo o inhame em sua superfície lentamente até que a quantidade de inhame presente nela seja suficiente para que um surikogi, um pilão tradicional, possa misturá-lo levantando-o para incorporar ar e obter uma textura mais viscosa. Muitos processos modernos de fazer tororo usam um ralador para um processo mais rápido.
O tororo geralmente é simples, mas outros ingredientes, como molho de soja, dashi e missô (pasta de soja), são adicionados a outras receitas, como mugitoro (tororo sobre arroz) e suitoro (sopa clara), para realçar o sabor e mudar a textura.

## Textura
A viscosidade do tororo prevalece durante a moagem, o que se diz ser a mucilagem encontrada no inhame dissolvendo as células ao moê-las e hidratá-las. Outra teoria sugere que a moagem do inhame o torna mais pegajoso, o que também acontece quando o inhame moído é cozido. A composição química da mucilagem ainda não foi descoberta. Teorias da Sociedade Química do Japão sugerem que a substância é feita de mananos [en] e proteínas, que têm as mesmas características quando o Ginkgo biloba é moído.

## Valor nutricional

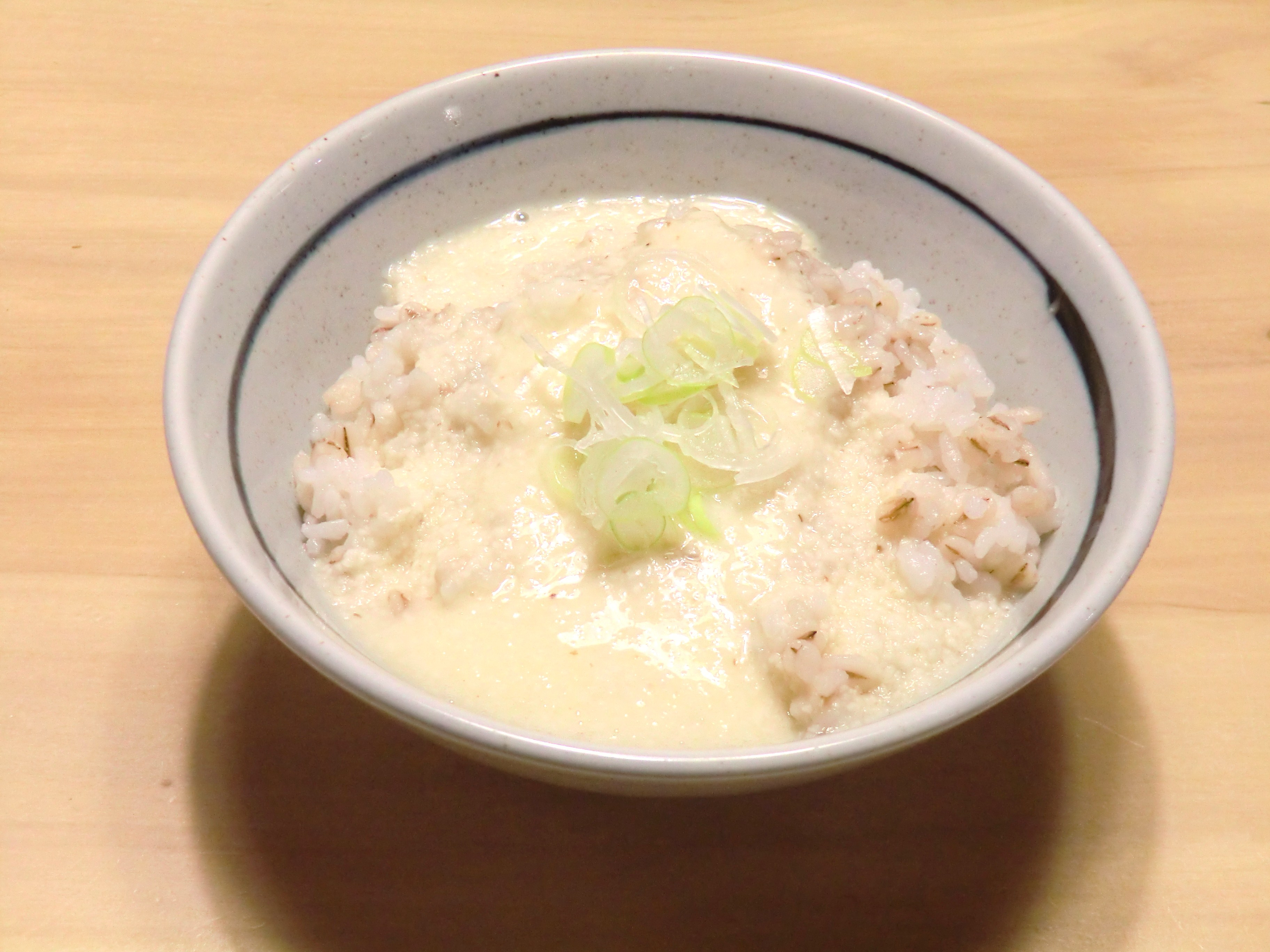
Mugitoro gohan (tororo sobre arroz), prato usado no estudo

O principal ingrediente do tororo (inhame) contém uma grande quantidade de vitaminas e minerais, como tiamina (vitamina B1), vitamina C, cálcio e potássio, além de micronutrientes como potássio, zinco e ferro.
Em um estudo do Asia Pacific Journal of Clinical Nutrition, o consumo de tororo reduz o açúcar no sangue e a insulina. Devido à natureza crua do alimento, ele é mais difícil de digerir devido à presença de mucina, fibra dietética e amido cru no tororo.

## Usos em alimentos

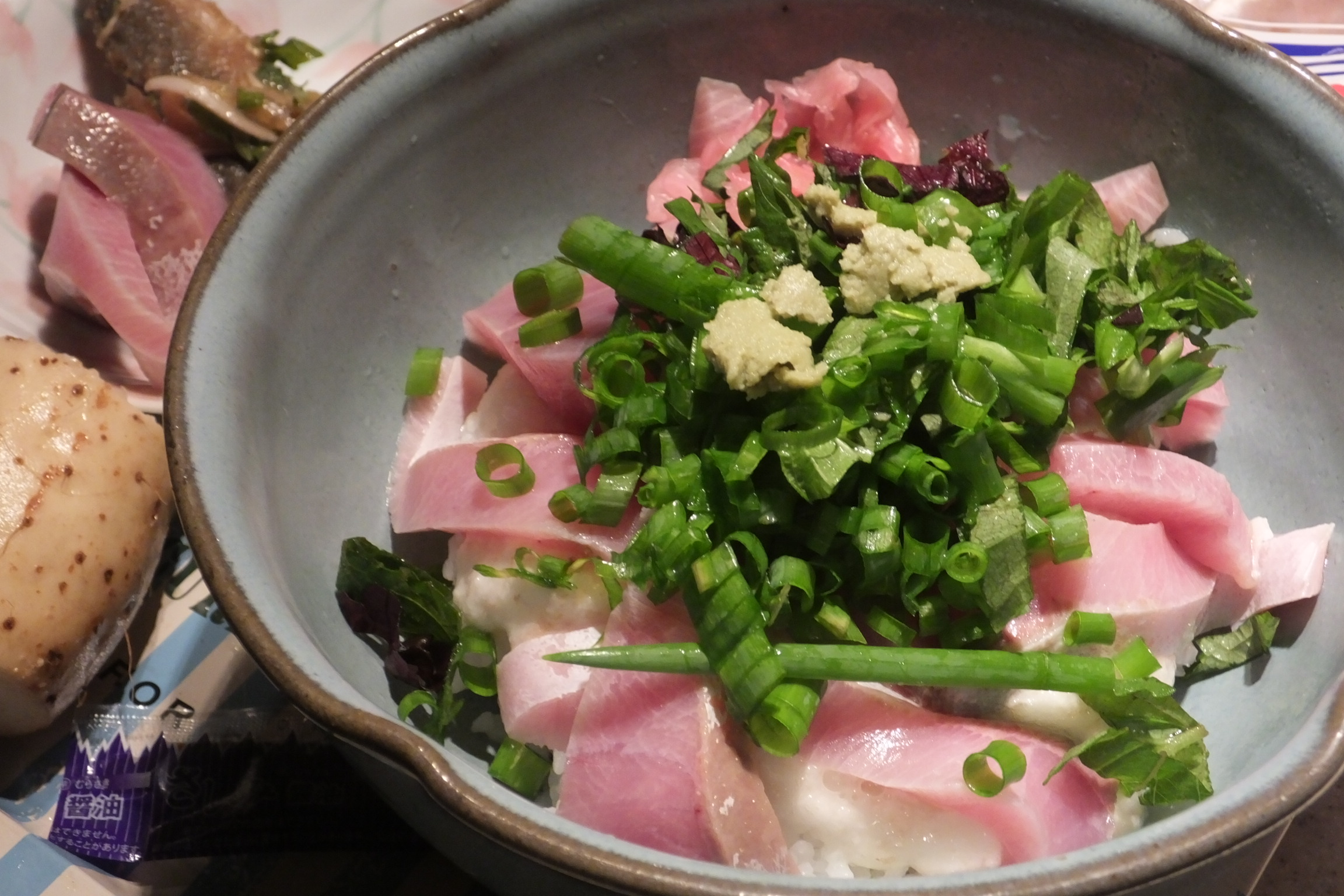
Yamakake, hamachi sobre tororo

O tororo é servido frio e consumido sozinho, mas também pode ser usado como acompanhamento ou ingrediente de outros pratos. Geralmente não tem sabor, mas outros condimentos, como wasabi, dashi, missô e cebolinha picada, são adicionados para dar sabor ou para preparar outros pratos.
O tororo é frequentemente usado como cobertura em muitos pratos, pois muitos alimentos, como nattō (soja fermentada), udon e peixe, podem ser cobertos com tororo para uma refeição mais farta, já que sua adição é barata. Quando o tororo é acompanhado de peixe em cubos (geralmente atum), o prato é chamado de yamakake. Yamakake também pode ser usado quando se refere ao soba coberto com tororo.

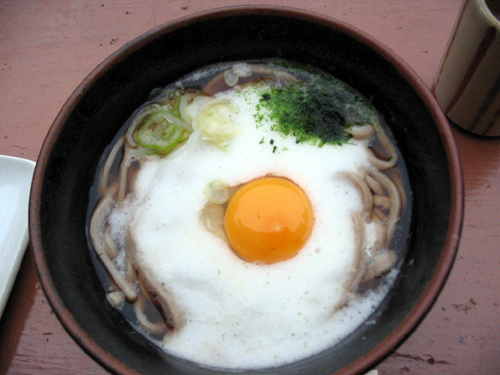
Sobá com tororo

Um desses alimentos é chamado de mugitoro gohan (tororo sobre arroz), também conhecido como tororo-meshi e tororo-kake-meshi quando feito, um prato feito com tororo sobre arroz de cevada.
Muitas sopas, como as sopas de macarrão sobá, são acompanhadas de tororo. O tororo é misturado com ingredientes como molho de soja, missô e dashi antes de ser colocado como ingrediente em uma sopa chamada tororo-jiru (sopa de tororo) para dar mais sabor. O Mugitoro gohan é frequentemente combinado com sopa, e a combinação é chamada de kotozute-jiru.

## Representações na arte e na literatura

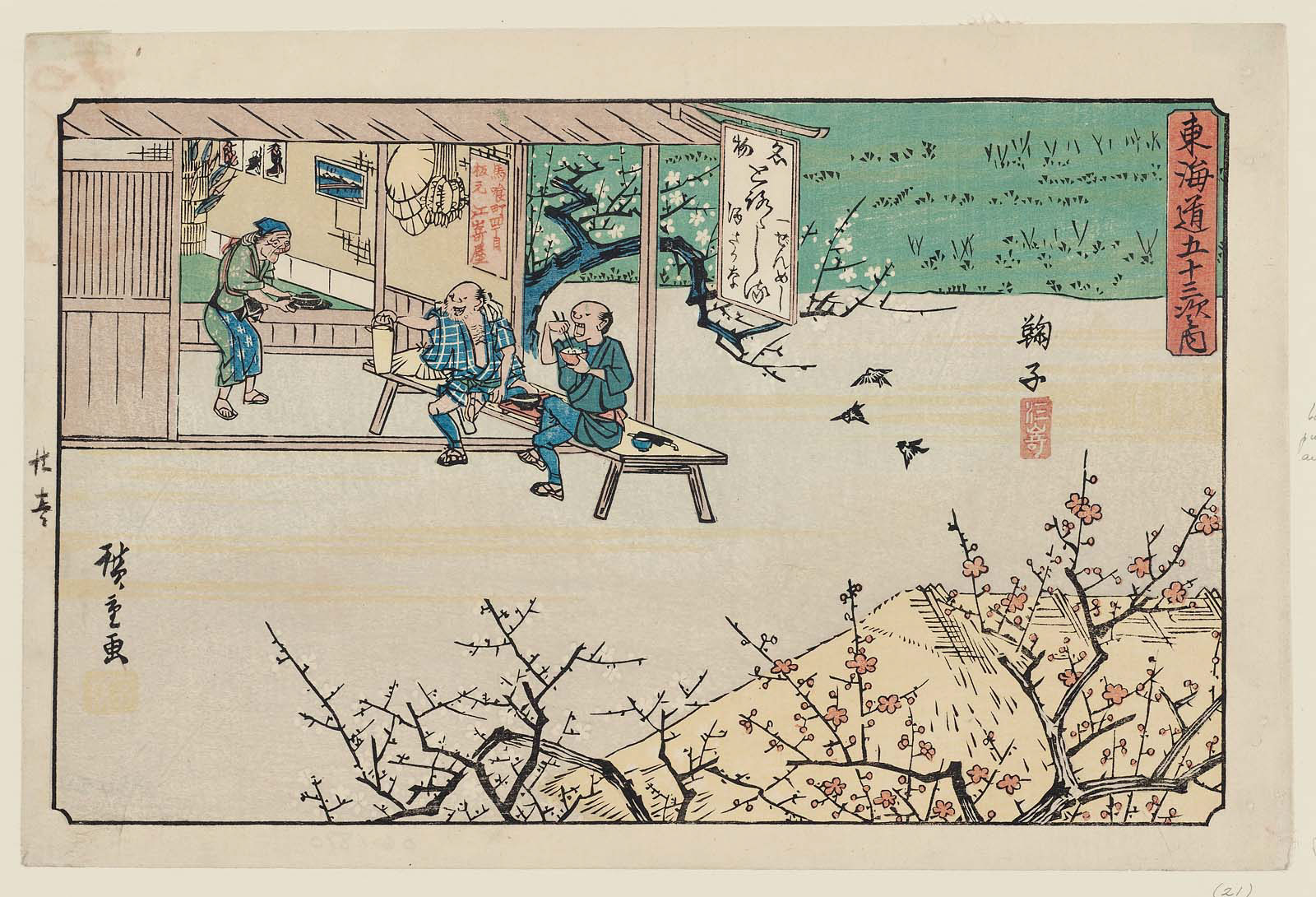
Tororo-jiru retratado em um ukiyo-e de en, uma das 53 Estações da Tōkaidō

O tororo é mencionado em obras literárias como o Seisuishō, um livro feito pelo sacerdote do período Edo, Anrakuan Sakuden em 1623, cunhando o termo kotozute-jiru (que significa literalmente sopa de palavras), a partir do duplo significado da palavra iiyaru, que pode significar "dizer" (usando palavras) ou "comer".
No período Edo, Mariko-juku [en], uma das 53 estações do Tōkaidō, o tororo-jiru é conhecido como uma famosa comida local na área. O poeta Matsuo Bashō escreveu um poema sobre a especialidade local, intitulado Ume-wakana Maruko no Yado no Tororo-Jiru, em sua antologia Sarumino [en]. É escrito como uma especialidade da área no Tōkaidōchū Hizakurige [en], um romance cômico picaresco composto pelo escritor Jippensha Ikku [en].
Apresentada nas gravuras ukiyo-e do artista Hiroshige, As Cinquenta e Três Estações da Tōkaidō, uma gravura mostra Mariko-juku, a 20ª estação do Tōkaidō, de uma casa de chá que serve tororo-jiru.